# Actinocephalus stereophyllus
Actinocephalus stereophyllus là một loài thực vật có hoa trong họ Cỏ dùi trống. Loài này được (Ruhland) Sano mô tả khoa học đầu tiên năm 2004.